# NigComSat-1
NigComSat-1 ist ein nigerianischer Telekommunikationssatellit, der am 13. Mai 2007 mit einer Langer Marsch 3B vom Xichang Satellite Launch Center im Auftrag der nigerianischen Raumfahrtorganisation NASRDA gestartet wurde, betrieben wurde er von der NIGCOMSAT.
Der dreiachsenstabilisierte Satellit basiert auf dem chinesischen DFH-4-Bussystem, ist 5150 kg schwer und verfügt über vier C-Band-, vierzehn Ku-Band-, acht Ka-Band- und zwei L-Band-Transponder mit insgesamt sieben Antennen. Mit diesen reicht seine Übertragungskapazität für Datenmengen von gleichzeitig mehr als 150 Fernsehprogrammen aus. Die Lebensdauer wird mit 15 Jahren angegeben. Seine Position liegt bei 42,5° Ost. Der Vertrag zwischen NigComSat und der China Great Wall Industry Corporation (CGWIC) für die Konstruktion, die Fertigung und den Start des Satelliten wurde im Dezember 2004 unterschrieben.
Am 18. November 2008 wurde bekannt, dass der Satellit durch den Ausfall beider Sonnensegel irreparabel beschädigt sei und folglich außer Dienst gestellt wurde.
Daraufhin bestellte die NigComSat am 24. März 2009 bei der CGWIC einen technisch identischen Ersatzsatellit NigComSat-1R. Dieser wurde am 19. Dezember 2011 mit einer Langer Marsch 3B/E gestartet.